# Bert van Leeuwen
Bert van Leeuwen (La Haya, 21 de marzo de 1960) es un presentador de televisión neerlandés. Es conocido por presentar diversos programas para la cadena de televisión, Evangelische Omroep (EO), como Het Familiediner, De Grootste Royaltykenner van Nederland, De Grote Bijbelquiz y That's the Question.
En 2018, fue el reportero de la edición de ese año de The Passion, una obra neerlandesa sobre el sufrimiento de Jesús llevada a cabo cada Jueves Santo desde 2011. Habría repetido el papel de reportero en 2020 pero la obra fue cancelada por el brote de SARS-CoV-2.
Es copropietario de la productora de televisión Skyhigh TV en Hilversum desde su fundación en 1999.

## Biografía
Van Leeuwen nació como el tercero de siete hijos de una familia oriunda de La Haya. Estudió en una academia pedagógica con el objetivo final de convertirse en profesor. Después de un año, se dio cuenta de que esto no le gustaba. Trabajar con niños le parecía muy divertido, pero las perspectivas de un trabajo en educación no eran tan buenas en ese momento y estar al frente del salón de clases durante años en un futuro no le atraía. Estudió holandés en Leiden. Durante ese tiempo se convirtió en locutor de la EO.

### Televisión
En 1984, Van Leeuwen comenzó a trabajar como locutor. Hizo esto hasta 1996. Van Leeuwen fue el primero en presentar Stampwerk (1986-1988), Young Learned (1987) y Ronduit (1988-1989). Se hizo famoso con Sé mejor (1992-1997). En la radio se podía escuchar a Van Leeuwen en Het Leeuwendeel y Ronduit Music Time. Van Leeuwen también presentó el programa Bert's Yellow Cab en el que cumplía los deseos de niños mientras conducía un taxi amarillo por los Países Bajos. A principios de 2005 ya había presentado más de 25 programas diferentes.
Ganó mayor fama con The Family Dinner, en la que intenta reconciliar a personas dentro de una familia que tienen un conflicto. Otros programas que tiene a su nombre son el concurso anual The Greatest Royalty Expert of the Netherlands (2008-2011, junto con Jeroen Snel), Esa es la pregunta y Cásate conmigo de nuevo. También ha presentado a menudo el Día de la Juventud EO.
El 12 de octubre de 2010, Van Leeuwen publicó un libro sobre el programa de televisión en honor al centésimo episodio de Het Familiediner.
En el otoño de 2011, Van Leeuwen presentó la segunda temporada de De Pelgrimscode para la EO y en la primavera de 2013 presentó el cuestionario de conocimientos ¿Qué sabe Holanda?.
De abril de 2016 a diciembre de 2017, fue uno de los presentadores de Geloof en een Hoop Liefde, al que sucedió a partir de enero de 2018 Van Harte. Desde 2008, también ha presentado The Big Bible Quiz (anteriormente el National Bible Test), que fue transmitido inicialmente por la EO y la NCRV, pero desde 2016 solo por la EO.
En 2018 participó en It Takes 2. En diciembre de 2018 también presentó De Laatste 24 uur, con René Froger como invitado. Desde el 25 de marzo de 2020, Van Leeuwen y Anne-Mar Zwart han presentado Nietalleen.nl , un programa diario en vivo con informes de iniciativas que surgieron durante la crisis de la corona. Además, se comparten las solicitudes de ayuda que se publican en la plataforma.

### Vida personal
Está casado con Carla van Leeuwen desde 1982 y tiene cuatro hijos; dos hijas llamadas Pauline y Carlijn, y dos hijos, Boris y Laurens.